# Mr. Boogie
"Mr. Boogie" é uma canção pop-dance interpretada pelo girl group sul-coreano f(x). Foi incluída como faixa em seu primeiro EP, Nu ABO, que foi lançado em 4 de maio de 2010 e, em seguida, re-lançada como single digital para as promoções de acompanhamento em 17 de julho de 2010. A canção é uma versão em coreano da música "I Can Have You" da cantora sul-africana Nádine, de seu álbum "This Time I Know".

## Produção e lançamento
"Mr. Boogie" foi escrita e composta poelos produtores musicais europeus Fredrik Fencke e Emilh Tigerlantz em sua colaboração de estréia com f(x). A letra foi escrita pelo letrista e compositor da SM Entertainment Kenzie. A canção foi incluída como uma faixa no primeiro EP do grupo f(x), Nu ABO, que foi lançado em 4 de maio de 2010 sob a gravadora de SM Entertainment. Além do lançamento do CD físico do álbum, a faixa também foi lançada como single digital e disponibilizada para download através de vários portais de música, incluindo Daum, Soribada e Naver entre outros. Embora não tenha sido re-lançada, a canção re-entrou nas paradas uma vez que as promoções começaram em julho de 2010.

## Promoção
Embora lançada e só devidamente promovido, em 2010, a canção foi executada pela primeira vez em público pelo f(x) durante o Debut Showcase Premier em Samseong-dong Fashion Center em 2 de setembro de 2009. Após o lançamento de Nu ABO, as garotas originalmente promoveram o álbum com a faixa-título "Nu ABO" e apenas apresentou "Mr. Boogie", alguns meses depois como um follow-up single promocional. Devido a integrante, Amber Liu ter sofrido uma lesão no tornozelo, estas promoções foram atrasadas do que o inicialmente previsto e teveram que ser apresentadas sem ela. O grupo começou a apresentar "Mr. Boogie" em vários sprogramas de música local, começando em 17 de julho de 2010. As meninas promoveram a canção com "La Cha Ta" e "Nu ABO" durante o Busan Sea Festival que foi ao ar em 15 de agosto de 2010. f(x) participou da SMTown Live '10 World Tour em 21 de agosto de 2010, no Seoul Jamsil Olympic Stadium. Eles também tocaram em Tóquio, Xangai e Los Angeles em datas posteriores. Durante a turnê elas performaram todos os seus sucessos, incluindo "La Cha Ta", "Chu~", "Nu ABO" e, assim como "Mr. Boogie". No entanto, "Mr. Boogie" foi retirada do set-list dos concertos em Paris e Nova Iorque em favor de seus hits mais recentes como "Pinocchio (Danger)", "Hot Summer" e "Gangsta Boy".

## Desempenho nas paradas
| Gráfico (2010)                 | Melhores posições |
| ------------------------------ | ----------------- |
| Gaon Singles chart             | 64                |
| Gaon Singles chart (reentrada) | 95                |

## Créditos
- f(x) - Vocais
  - Victoria Song - Vocais
  - Amber Liu - Vocais (apenas como faixa do álbum)
  - Luna - Vocais principais
  - Sulli - Vocais
  - Krystal Jung - Vocais de liderança
- Kenzie - Composição
- Lee Soo-man - Produção